# Victor Ikpeba
Victor Ikpeba (12 juni 1973, Benin City) is een Nigeriaans voormalig voetbalspits.
Hij speelde dertig matchen als international, scoorde drie goals voor de nationale ploeg en speelde op de wereldbekers van 1994 en 1998. Hij hielp ook bij het behalen van de Afrika Cup in 1994 en de gouden medaille op de Olympische Zomerspelen 1996.

## Carrière
Ikpeba werd ontdekt door de Belgische club RFC de Liège tijdens het Wereldkampioenschap voor -17-jarigen. Hij ging naar België, samen met ploeggenoot Sunday Oliseh. Nadat hij 17 doelpunten had gescoord in het seizoen 1992/93, werd hij gekocht door de Franse club AS Monaco, waar hij geleidelijk aan succesvol werd, ondanks een moeilijke start. Hij verkeerde in uitstekende vorm na de Olympische Spelen van 1996, en scoorde 13 competitiedoelpunten om Monaco te helpen met het behalen van de landstitel. Zijn prestaties leverden hem in 1997 de titel Afrikaans voetballer van het jaar op.
Er volgden nog twee succesvolle seizoenen, maar nadat hij naar Borussia Dortmund verhuisde, ging het bergaf. Ikpeba vond nooit zijn draai in het Duitse voetbal, en speelde in 2005 in de Verenigde Arabische Emiraten.

## Clubstatistieken
| seizoen | club                    | land                         | competitie         | duels | goals |
| ------- | ----------------------- | ---------------------------- | ------------------ | ----- | ----- |
| 1989/90 | Club Luik               | België                       | Eerste klasse      | 8     | 2     |
| 1990/91 | Club Luik               | België                       | Eerste klasse      | 15    | 3     |
| 1991/92 | Club Luik               | België                       | Eerste klasse      | 26    | 5     |
| 1992/93 | Club Luik               | België                       | Eerste klasse      | 30    | 17    |
| 1993/94 | AS Monaco               | Frankrijk                    | Ligue 1            | 30    | 6     |
| 1994/95 | AS Monaco               | Frankrijk                    | Ligue 1            | 31    | 6     |
| 1995/96 | AS Monaco               | Frankrijk                    | Ligue 1            | 16    | 3     |
| 1996/97 | AS Monaco               | Frankrijk                    | Ligue 1            | 31    | 13    |
| 1997/98 | AS Monaco               | Frankrijk                    | Ligue 1            | 30    | 16    |
| 1998/99 | AS Monaco               | Frankrijk                    | Ligue 1            | 31    | 11    |
| 1999/00 | Borussia Dortmund       | Duitsland                    | Bundesliga         | 21    | 2     |
| 2000/01 | Borussia Dortmund       | Duitsland                    | Bundesliga         | 9     | 1     |
| 2001/02 | Real Betis (Uitgeleend) | Spanje                       | Segunda División A | 3     | 0     |
| 2002/03 | Borussia Dortmund       | Duitsland                    | Bundesliga         | 0     | 0     |
| 2002/03 | Al-Ittihad              | Libië                        |                    | 26    | 7     |
| 2003/04 | Sporting Charleroi      | België                       | Eerste klasse      | 15    | 5     |
| 2004/05 | Al-Saad Doha            | Verenigde Arabische Emiraten |                    |       |       |
|         |                         |                              | totaal             | 322   | 97    |